# Savonnerie du Fer-à-cheval
La savonnerie du Fer-à-cheval est la plus ancienne savonnerie marseillaise,,.
Fondée en 1856, elle est située chemin de Sainte-Marthe, dans le 14e arrondissement de Marseille, en France.
Elle est inscrite au titre des Monuments Historiques.

## Histoire de la Savonnerie du Fer à Cheval

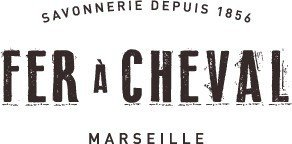
Logo de la savonnerie du Fer-à-cheval.

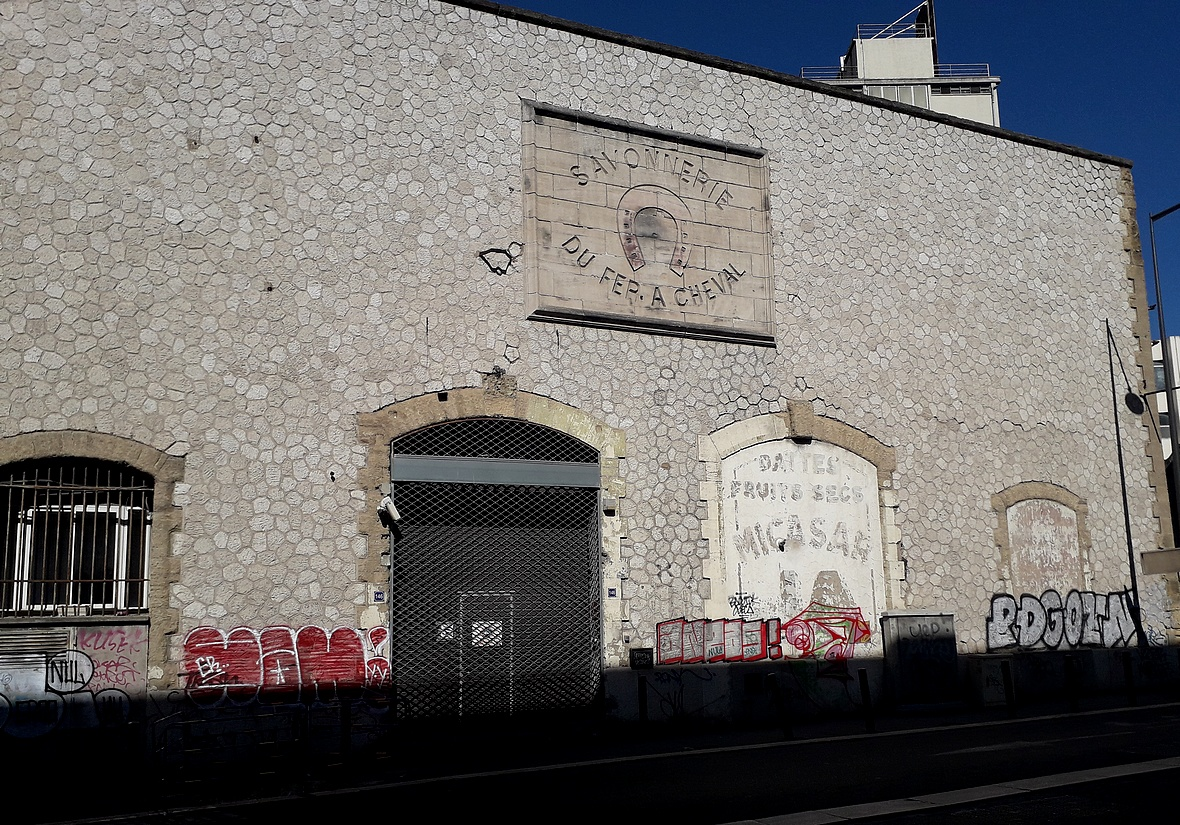
Ancienne usine de la Savonnerie du Fer-à-Cheval, Avenue Roger-Salengro, 3e arrondissement de Marseille.

C’est en 1850 qu’une fabrique de bougies s’installe au 66 chemin de Sainte Marthe, dans le 14eme arrondissement de Marseille, à l’époque campagne marseillaise.
L’activité de l’usine évolue et en 1856 elle devient une savonnerie. Tout au long de son histoire, elle va connaître de nombreuses mutations.

## Activités
L'entreprise produit des savons naturels, sans colorant ni conservateur, à base d'huile d'olive aux vertus antiseptiques utilisé autant pour le corps que pour le linge. Le savon de Marseille de la Savonnerie Fer à Cheval se décline à plus de 12 produits et 28 références qui constituent le catalogue de cette savonnerie comprenant savons, savons liquides, crèmes et cosmétiques
En 2021, pour l'Euro de football, l'entreprise a été choisie pour soutenir l'équipe de France de football par son esprit créatif français,.

## Protection
Depuis le 8 janvier 2019,, elle fait l’objet d’une inscription au titre des monuments historiques. L'inscription couvre « l’ensemble des façades et toitures de l'atelier de production du savon, le bâtiment des chaudrons en totalité avec l'ensemble de ses dispositifs anciens conservés sur trois niveaux et la salle en sous-sol avec ses sept cuves en tôle rivetées ».